# Федеріко Піоваккарі
Федеріко Піоваккарі (італ. Federico Piovaccari, нар. 1 вересня 1984, Галларате) — італійський футболіст, нападник клубу «Вестерн Сідней Вондерерз».
Виступав за ряд італійських клубів, а також молодіжну збірну Італії, проте в Серії А так і не провів жодного матчу. Натомість грав у вищих дивізіонах за румунське «Стяуа», іспанський «Ейбар» та австралійський «Вестерн Сідней Вондерерз».

## Клубна кар'єра
Народився 1 вересня 1984 року в місті Галларате. Вихованець юнацької команди «Про Патрія», з якої 2002 року був відданий в оренду в «Кастеллеттезе» з Серії D, в якій провів один сезон, взявши участь у 17 матчах чемпіонату.
Своєю грою за цю команду привернув увагу представників тренерського штабу клубу «Інтернаціонале», до складу якого приєднався 2003 року. Закіріпитись у складі «нераззуррі» Федеріко не зумів і, не зігравши за основу жодного матчу, з 2004 по 2007 рік по сезону грав на правах оренди в нижчолігових клубах «Вітторія», «Сан-Марино Кальчо» та «Трієстина».
Влітку 2007 року уклав контракт з клубом Серії Б «Тревізо», у складі якого провів наступні два роки своєї кар'єри гравця.
У липні 2009 року після банкрутства команди перейшов у «Равенну» з Пріма Дівізіоне. Перший гол забив у Кубку Італії у матчі проти «Джуліанови»: на третій доданій хвилині другого тайму він забив переможний гол і допоміг команді пройти в наступний раунд. У сезоні 2009/2010 він став найкращим бомбардиром клубу. 
31 серпня 2010 року клуб Серії Б «Читтаделла» викупив контракт гравця в обмін на Паоло Россі. У сезоні 2010/11 Піоваккарі став найкращим бомбардиром Серії Б. 
8 липня 2011 року Федеріко перейшов в «Сампдорію», але провів у команді лише півроку. 
31 січня 2012 року Піоваккарі був відданий в оренду іншому клубу Серії Б «Брешії». Він дебютував за нову команду 26 лютого в грі з «Торіно», а 17 березня відзначився першим забитим м'ячем у зустрічі з «Пескарою». Всього до кінця оренди італієць провів за «Брешіа» 17 матчів у Серії B і забив 4 голи.
Після цього наступний сезон нападник провів по півроку в клубах Серії Б «Новара» і «Гроссето», після чого по сезону провів у румунському «Стяуа» та іспанському «Ейбарі». Причому з бухарестським клубом Піоваккарі став чемпіоном та володарем суперкубка Румунії, а також дебютував у Єврокубках, зігравши 12 матчів у Лізі чемпіонів і забивши в них 4 голи.
В липні 2015 року підписав контракт з австралійським клубом «Вестерн Сідней Вондерерз». Відтоді встиг відіграти за команду з Сіднея 7 матчів в національному чемпіонаті, в яких забив 2 голи.

## Виступи за збірну
У складі збірної Італії до 23 років брав участь у футбольному турнірі Середземноморських ігор 2005 року, на яких команда дійшла до чвертьфіналу. Всього на молодіжному рівні зіграв у 8 офіційних матчах, забив 5 голів.

## Статистика виступів

### Статистика клубних виступів
| Сезон               | Команда             | Чемпіонат           | Чемпіонат | Чемпіонат | Національний кубок | Національний кубок | Національний кубок | Континентальні кубки | Континентальні кубки | Континентальні кубки | Інші змагання | Інші змагання | Інші змагання | Усього | Усього |
| Сезон               | Команда             | Ліга                | Ігор      | Голів     | Ліга               | Ігор               | Голів              | Ліга                 | Ігор                 | Голів                | Ліга          | Ігор          | Голів         | Ігор   | Голів  |
| ------------------- | ------------------- | ------------------- | --------- | --------- | ------------------ | ------------------ | ------------------ | -------------------- | -------------------- | -------------------- | ------------- | ------------- | ------------- | ------ | ------ |
| 2002-03             | «Кастеллеттезе»     | D (V)               | 17        | 6         | КІ-D               | 0                  | 0                  | —                    | —                    | —                    | —             | —             | —             | 17     | 6      |
| 2003-04             | «Інтернаціонале»    | A                   | 0         | 0         | КІ                 | 0                  | 0                  | ЛЧ                   | 0                    | 0                    | —             | —             | —             | 0      | 0      |
| 2004-05             | «Вітторія»          | C1 (III)            | 25+2      | 10+1      | CI-C               | —                  | —                  | —                    | —                    | —                    | —             | —             | —             | 27     | 11     |
| 2005-06             | «Сан-Марино»        | C1 (III)            | 29+2      | 11+1      | КІ+CI-C            | 0                  | 0                  | —                    | —                    | —                    | —             | —             | —             | 31     | 12     |
| 2006-07             | «Трієстина»         | B (II)              | 37        | 5         | КІ                 | 3                  | 0                  | —                    | —                    | —                    | —             | —             | —             | 40     | 5      |
| 2007-08             | «Тревізо»           | B (II)              | 22        | 3         | КІ                 | 1                  | 0                  | —                    | —                    | —                    | —             | —             | —             | 23     | 3      |
| 2008-09             | «Тревізо»           | B (II)              | 18        | 1         | КІ                 | 0                  | 0                  | —                    | —                    | —                    | —             | —             | —             | 18     | 1      |
| Усього за «Тревізо» | Усього за «Тревізо» | Усього за «Тревізо» | 40        | 4         |                    | 1                  | 0                  |                      | —                    | —                    |               | —             | —             | 41     | 4      |
| 2009-10             | «Равенна»           | ПД (III)            | 32        | 13        | КІ+КІ-ЛП           | 2+0                | 1                  | —                    | —                    | —                    | —             | —             | —             | 34     | 14     |
| 2009-10             | «Равенна»           | ПД (III)            | 2         | 1         | КІ+КІ-ЛП           | 2+0                | 0                  | —                    | —                    | —                    | —             | —             | —             | 4      | 1      |
| Усього за «Равенну» | Усього за «Равенну» | Усього за «Равенну» | 34        | 14        |                    | 4                  | 1                  |                      | —                    | —                    |               | —             | —             | 38     | 15     |
| 2010-11             | «Читтаделла»        | B (II)              | 39        | 23        | КІ                 | —                  | —                  | —                    | —                    | —                    | —             | —             | —             | 39     | 23     |
| 2011-12             | «Сампдорія»         | B (II)              | 17        | 2         | КІ                 | 1                  | 0                  | —                    | —                    | —                    | —             | —             | —             | 18     | 2      |
| 2011-12             | «Брешія»            | B (II)              | 17        | 4         | КІ                 | —                  | —                  | —                    | —                    | —                    | —             | —             | —             | 17     | 4      |
| 2012-13             | «Новара»            | B (II)              | 10        | 0         | КІ                 | 2                  | 1                  | —                    | —                    | —                    | —             | —             | —             | 12     | 1      |
| 2012-13             | «Гроссето»          | B (II)              | 17        | 7         | КІ                 | —                  | —                  | —                    | —                    | —                    | —             | —             | —             | 17     | 7      |
| 2013-14             | «Стяуа»             | ЛІ                  | 25        | 10        | КР                 | 5                  | 2                  | ЛЧ                   | 12                   | 4                    | СР            | 1             | 0             | 43     | 16     |
| 2014-15             | «Ейбар»             | ПД                  | 28        | 6         | КІ                 | 2                  | 1                  | —                    | —                    | —                    | —             | —             | —             | 30     | 7      |
| 2015-16             | «Вестерн Сідней»    | АЛ                  | 7         | 2         | КА                 | 2                  | 0                  | ЛЧ                   | -                    | —                    | —             | —             | —             | 9      | 2      |
| Усього за кар'єру   | Усього за кар'єру   | Усього за кар'єру   | 342+4     | 104+2     |                    | 20                 | 5                  |                      | 12                   | 4                    |               | 1             | 0             | 379    | 115    |

## Титули і досягнення

### Командні
- Чемпіон Румунії (1):

«Стяуа»: 2013-14
- Володар Суперкубка Румунії (1):

«Стяуа»: 2013
- Володар Суперкубка Сан-Марино (1):

«Віртус»: 2024
- Чемпіон Сан-Марино (1):

«Віртус»: 2024-25
- Володар Кубка Сан-Марино (1):

«Віртус»: 2024-25

### Особисті
- Найкращий бомбардир Серії Б: 2010-11 (23 голи)